# Quận Palo Pinto, Texas
Quận Palo Pinto (tiếng Anh: Palo Pinto County) là một quận trong tiểu bang Texas, Hoa Kỳ. Quận lỵ đóng ở thành phố Palo Pinto6. Theo kết quả điều tra dân số năm 2000 của Cục điều tra dân số Hoa Kỳ, quận có dân số 27.026 người.

## Thông tin nhân khẩu
Theo điều tra dân số 2 năm 2000, đã có 27.026 người, 10.594 hộ, và 7.447 gia đình sống trong quận. Mật độ dân số là 28 người cho mỗi dặm vuông (11/km2). Có 14.102 đơn vị nhà ở với mật độ trung bình là 15 cho mỗi dặm vuông (6/km2). Cơ cấu chủng tộc của quận đã có 88,19% người da trắng, 2,32% da đen hay Mỹ gốc Phi, 0,67% người Mỹ bản xứ, 0,53% người châu Á, Thái Bình Dương 0,03%, 6,56% từ các chủng tộc khác, và 1,71% từ hai hoặc nhiều chủng tộc. 13,57% dân số là người Hispanic hay Latino thuộc chủng tộc nào.
Có 10.594 hộ, trong đó 30,40% có trẻ em dưới 18 tuổi sống chung với họ, 55,60% là các cặp vợ chồng sống với nhau, 10,40% có chủ hộ là nữ không có mặt chồng, và 29,70% là không lập gia đình. 26,20% của tất cả các hộ gia đình đã được tạo thành từ các cá nhân và 12,90% có người sống một mình 65 tuổi trở lên đã được người. Bình quân mỗi hộ là 2,52 và cỡ gia đình trung bình là 3,02.
Trong quận, độ tuổi dân số với 26,00% ở độ tuổi dưới 18, 8,20% 18-24, 25,90% 25-44, 23,60% 45-64, và 16,40% người 65 tuổi trở lên. Tuổi trung bình là 38 năm. Cứ mỗi 100 nữ có 96,70 nam giới. Cứ mỗi 100 nữ 18 tuổi trở lên, đã có 92,30 nam giới.
Thu nhập trung bình cho một hộ gia đình trong quận đã được $ 31.203, và thu nhập trung bình cho một gia đình là $ 36.977. Nam giới có thu nhập trung bình $ 28.526 so với 18.834 $ cho phái nữ. Thu nhập trên đầu cho các quận được $ 15.454. Giới 12,30% gia đình và 15,90% dân số sống dưới mức nghèo khổ, trong đó có 20,50% những người dưới 18 tuổi và 11,80% có độ tuổi từ 65 trở lên.